# Подоклинье (деревня, Дубровенская волость)
Подоклинье — деревня в северной части Порховского района Псковской области. Входит в состав сельского поселения «Дубровенская волость».
Расположена на берегу реки Демянка, в 10 км к северо-западу от города Порхов. Западнее находится одноимённое село.
| 2001 | 2002 | 2010 |
| ---- | ---- | ---- |
| 14   | ↗16  | ↘12  |

## История
До 3 июня 2010 года деревня входила в состав ныне упразднённой Демянской волости (с центром в д. Боровичи), которая была объединена с Дубровенской волостью (с центром в д. Дубровно) в Дубровенскую волость с новым центром в д. Боровичи.